# Lp-Raum
Die {\displaystyle L^{p}}-Räume, auch Lebesgue-Räume, sind in der Mathematik spezielle Räume, die aus allen p-fach integrierbaren Funktionen bestehen. Das {\displaystyle L} in der Bezeichnung geht auf den französischen Mathematiker Henri Léon Lebesgue zurück, da diese Räume über das Lebesgue-Integral definiert werden. Im Fall Banachraum-wertiger Funktionen (wie im Folgenden allgemein für Vektorräume {\displaystyle E} dargestellt) bezeichnet man sie auch als Bochner-Lebesgue-Räume. Das {\displaystyle p} in der Bezeichnung ist ein reeller Parameter: Für jede Zahl {\displaystyle 0<p\leq \infty } ist ein {\displaystyle L^{p}}-Raum definiert. In der Wahrscheinlichkeitstheorie wird Konvergenz in zu einem Wahrscheinlichkeitsmaß definierten {\displaystyle L^{p}}-Räumen als Konvergenz im p-ten Mittel bezeichnet. 

## Definition

### Lpmit Halbnorm
Sei {\displaystyle (\Omega ,{\mathcal {A}},\mu )} ein Maßraum, {\displaystyle \mathbb {K} \in \{\,\mathbb {R} ,\mathbb {C} \,\}} und {\displaystyle 0<p<\infty }. Dann ist die folgende Menge ein Vektorraum:
{\displaystyle {\mathcal {L}}^{p}(\Omega ,{\mathcal {A}},\mu ):=\left\{f\colon \Omega \to \mathbb {K} \;{\Bigg |}\;f\mathrm {\ ist\ messbar} ,\,\int _{\Omega }|f(x)|^{p}\,\mathrm {d} \mu (x)<\infty \right\}\mathrm {.} }
Die durch
{\displaystyle {\begin{aligned}\|\cdot \|_{{\mathcal {L}}^{p}}\colon {\mathcal {L}}^{p}&\longrightarrow \mathbb {R} \\f&\longmapsto \left(\int _{\Omega }|f(x)|^{p}\,\mathrm {d} \mu (x)\right)^{\frac {1}{p}}\end{aligned}}}
gegebene Abbildung ist für alle {\displaystyle p\geq 1} eine Halbnorm auf {\displaystyle {\mathcal {L}}^{p}}. Die Dreiecksungleichung für diese Halbnorm wird Minkowski-Ungleichung genannt und kann mit Hilfe der Hölder-Ungleichung bewiesen werden.
Genau dann ist {\displaystyle \|\cdot \|_{{\mathcal {L}}^{p}}} eine Norm auf {\displaystyle {\mathcal {L}}^{p}}, wenn die leere Menge die einzige Nullmenge in {\displaystyle {\mathcal {A}}} ist. Gibt es nämlich eine Nullmenge {\displaystyle N\neq \emptyset }, so ist die charakteristische Funktion {\displaystyle 1_{N}} ungleich der Nullfunktion, aber es gilt {\displaystyle \left\|1_{N}\right\|_{{\mathcal {L}}^{p}}=0}.

### Lpmit Norm
Um auch im Fall einer Halbnorm {\displaystyle \|\cdot \|_{{\mathcal {L}}^{p}}} zu einem normierten Raum zu kommen, identifiziert man Funktionen miteinander, wenn sie fast überall gleich sind. Formal bedeutet das: Man betrachtet den (von {\displaystyle p\geq 1} unabhängigen) Untervektorraum
{\displaystyle {\mathcal {N}}:=\{\,f\in {\mathcal {L}}^{p}\mid \|f\|_{{\mathcal {L}}^{p}}=0\,\}=\{\,f\in {\mathcal {L}}^{p}\mid f=0~\mu {\text{-fast }}\mathrm {{\ddot {u}}berall} \,\}}
und definiert den Raum {\displaystyle L^{p}} als den Faktorraum {\displaystyle {\mathcal {L}}^{p}/{\mathcal {N}}}. Zwei Elemente von {\displaystyle [f],[g]\in L^{p}} sind also genau dann gleich, wenn {\displaystyle f-g\in {\mathcal {N}}} gilt, also wenn {\displaystyle f} und {\displaystyle g} fast überall gleich sind.
Der Vektorraum {\displaystyle L^{p}} ist durch {\displaystyle \|[f]\|_{L^{p}}:=\|f\|_{{\mathcal {L}}^{p}}} normiert. Die Normdefinition hängt nicht von dem Repräsentanten aus {\displaystyle [f]} ab, das heißt, für Funktionen {\displaystyle f_{1},f_{2}\in [f]} in der gleichen Äquivalenzklasse gilt {\displaystyle \|f_{1}\|_{{\mathcal {L}}^{p}}=\|f_{2}\|_{{\mathcal {L}}^{p}}}. Das begründet sich damit, dass das Lebesgue-Integral invariant gegenüber Änderungen des Integranden auf Nullmengen ist.
Der normierte Vektorraum {\displaystyle L^{p}} ist vollständig und damit ein Banachraum, die Norm {\displaystyle \|\cdot \|_{L^{p}}} wird Lp-Norm genannt.
Auch wenn man von sogenannten {\displaystyle L^{p}}-Funktionen spricht, handelt es sich dabei um die gesamte Äquivalenzklasse einer klassischen Funktion. Allerdings liegen im Falle des Lebesgue-Maßes auf dem {\displaystyle \mathbb {R} ^{n}} zwei verschiedene stetige Funktionen nie in der gleichen Äquivalenzklasse, so dass der {\displaystyle L^{p}}-Begriff eine natürliche Erweiterung des Begriffs stetiger Funktionen darstellt.

### Sonderfallp=∞
Auch für {\displaystyle p=\infty } kann man mithilfe des wesentlichen Supremums (in Zeichen: {\displaystyle \operatorname {ess~sup} }) einen {\displaystyle L^{p}}-Raum definieren, den Raum der wesentlich beschränkten Funktionen. Hierfür gibt es verschiedene Möglichkeiten, die aber für σ-endliche Maßräume alle zusammenfallen. Am verbreitetsten ist:
{\displaystyle {\mathcal {L}}^{\infty }(\Omega ,{\mathcal {A}},\mu ):=\left\{\,f\colon \Omega \to \mathbb {K} \mid f\mathrm {\ ist\,messbar} ,\,\|f\|_{{\mathcal {L}}^{\infty }}<\infty \,\right\}\mathrm {;} }
dabei ist
{\displaystyle \|f\|_{{\mathcal {L}}^{\infty }}:=\operatorname {ess~sup} _{x\in \Omega }|f(x)|=\inf _{N\in {\mathcal {A}} \atop \mu (N)=0}\sup _{x\in \Omega \setminus N}|f(x)|\mathrm {.} }
Betrachtet man analog zu oben {\displaystyle L^{\infty }:={\mathcal {L}}^{\infty }/{\mathcal {N}}}, erhält man wieder einen Banachraum.

## Beispiele

### Lebesgue-Räume bezüglich des Lebesgue-Maßes
Ein sehr wichtiges Beispiel von {\displaystyle L^{p}}-Räumen ist durch einen Maßraum {\displaystyle \Omega \subset \mathbb {R} ^{n}} gegeben, {\displaystyle {\mathcal {A}}} ist dann die borelsche σ-Algebra {\displaystyle {\mathcal {B}}(\Omega )}, und {\displaystyle \mu } das Lebesgue-Maß {\displaystyle \lambda }. In diesem Zusammenhang wird die kürzere Notation {\displaystyle L^{p}(\Omega ):=L^{p}(\Omega ,{\mathcal {B}}(\Omega ),\lambda )} benutzt.

### Der Folgenraum ℓp
Betrachtet man den Maßraum {\displaystyle (\mathbb {N} ,{\mathcal {A}},\mu )}, wobei hier also {\displaystyle \Omega } als die Menge {\displaystyle \mathbb {N} } der natürlichen Zahlen, {\displaystyle {\mathcal {A}}={\mathcal {P}}(\mathbb {N} )} deren Potenzmenge und {\displaystyle \mu } als das Zählmaß gewählt wurde, dann besteht der Raum {\displaystyle L^{p}(\mathbb {N} ,{\mathcal {A}},\mu )} aus allen Folgen {\displaystyle \left(x_{n}\right)_{n\in \mathbb {N} }\in \mathbb {K} ^{\mathbb {N} }} mit
{\displaystyle \sum _{n=1}^{\infty }|x_{n}|^{p}<\infty }
für {\displaystyle 0<p<\infty } bzw.
{\displaystyle \sup _{n\in \mathbb {N} }|x_{n}|<\infty }
für {\displaystyle p=\infty }.
Dieser Raum wird mit {\displaystyle \ell ^{p}} bezeichnet. Die Grenzfälle {\displaystyle \ell ^{1}} und {\displaystyle \ell ^{\infty }} sind der Raum der absolut summierbaren Zahlenfolgen und der Raum der beschränkten Zahlenfolgen. Für alle {\displaystyle 1\leq p\leq q\leq \infty } gilt {\displaystyle \ell ^{p}\subseteq \ell ^{q}}.

### Allgemeiner ℓp-Raum
Völlig analog kann man zu einer beliebigen Indexmenge {\displaystyle I} den Maßraum mit dem Zählmaß betrachten. In diesem Fall nennt man den {\displaystyle L^{p}}-Raum {\displaystyle \ell ^{p}(I)}, es gilt
{\displaystyle \ell ^{p}(I)=\left\{\,\left(x_{i}\right)_{i\in I}\in \mathbb {K} ^{I}\;{\Bigg |}\;\sum _{i\in I}|x_{i}|^{p}<\infty \,\right\}},
wobei die Konvergenz der Summe implizieren möge, dass nur abzählbar viele Summanden ungleich null sind (siehe auch unbedingte Konvergenz).
Ist die Menge {\displaystyle I} abzählbar unendlich, so ist ein solcher Raum isomorph zum oben definierten Folgenraum {\displaystyle \ell ^{p}}. Im Falle einer überabzählbaren Indexmenge kann man den Raum {\displaystyle \ell ^{p}(I)} als lokalkonvexen direkten Limes von {\displaystyle \ell ^{p}}-Folgenräumen auffassen.

### Sobolev-Räume quadratintegrierbarer Funktionen
Wählt man {\displaystyle \Omega =\mathbb {R} ^{n}}, {\displaystyle {\mathcal {A}}={\mathcal {B}}\left(\mathbb {R} ^{n}\right)} als die borelsche σ-Algebra und {\displaystyle \mu =\left(1+\left\|\xi \right\|^{2}\right)^{\frac {s}{2}}\lambda }, wobei {\displaystyle s\in \mathbb {R} } und {\displaystyle \lambda } das {\displaystyle n}-dimensionale Borel-Lebesgue-Maß ist, dann erhält man den Maßraum {\displaystyle \left(\mathbb {R} ^{n},{\mathcal {B}}\left(\mathbb {R} ^{n}\right),\left(1+\left\|\xi \right\|^{2}\right)^{\frac {s}{2}}\lambda \right)}. Der Lebesgue-Raum {\displaystyle L^{2}\left(\mathbb {R} ^{n},{\mathcal {B}}\left(\mathbb {R} ^{n}\right),\left(1+\left\|\xi \right\|^{2}\right)^{\frac {s}{2}}\lambda \right)} der bezüglich dieses Maßes quadratintegrierbaren Funktionen ist ein echter Unterraum des Raums {\displaystyle {\mathcal {S}}'} der temperierten Distributionen. Er wird unter der Fourier-Transformation {\displaystyle {\mathcal {F}}} bijektiv auf den Raum {\displaystyle H^{s}\left(\mathbb {R} ^{n}\right)} der quadratintegrierbaren Sobolev-Funktionen zur Differentiationsordnung {\displaystyle s}, ebenfalls ein echter Unterraum von {\displaystyle {\mathcal {S}}'}, abgebildet. Dabei überführt die Fourier-Transformation die entsprechenden Normen ineinander:
{\displaystyle \left\|{\mathcal {F}}\left(f\right)\right\|_{H^{s}\left(\mathbb {R} ^{n}\right)}=\left\|f\right\|_{L^{2}\left(\mathbb {R} ^{n},{\mathcal {B}}\left(\mathbb {R} ^{n}\right),\left(1+\left\|\xi \right\|^{2}\right)^{\frac {s}{2}}\lambda \right)}}
Für {\displaystyle s\geq 0} sind obige Räume dichte Teilräume von {\displaystyle L^{2}\left(\mathbb {R} ^{n},{\mathcal {B}}\left(\mathbb {R} ^{n}\right),\lambda \right)}, sodass man in diesem Fall auch die Fourier-Transformation auf {\displaystyle L^{2}\left(\mathbb {R} ^{n},{\mathcal {B}}\left(\mathbb {R} ^{n}\right),\lambda \right)} statt auf {\displaystyle {\mathcal {S}}'} betrachten kann.

## Wichtige Eigenschaften

### Vollständigkeit
Nach dem Satz von Fischer-Riesz sind die {\displaystyle L^{p}}-Räume vollständig für alle {\displaystyle 1\leq p\leq \infty }, also Banachräume.

### Einbettungen
Ist {\displaystyle \mu } ein endliches Maß, gilt also {\displaystyle \mu (\Omega )<\infty }, so gilt {\displaystyle L^{q}\subseteq L^{p}\;} für {\displaystyle 1\leq p\leq q} (folgt aus der Ungleichung der verallgemeinerten Mittelwerte)
Für allgemeine Maße gilt für {\displaystyle 1<p\leq q\leq r\leq \infty } stets {\displaystyle {\mathcal {L}}^{q}\supseteq {\mathcal {L}}^{p}\cap {\mathcal {L}}^{r}}. Dies wird auch als konvexe oder Hölder-Interpolation bezeichnet.

### Dichtheit und Separabilität
Sei {\displaystyle \left(\Omega ,{\mathcal {A}}\right)} ein separabler Messraum, {\displaystyle \mu } ein Maß auf {\displaystyle \left(\Omega ,{\mathcal {A}}\right)} und {\displaystyle 1\leq p<\infty }, dann ist {\displaystyle L^{p}\left(\Omega ,{\mathcal {A}},\mu \right)} separabel. Der Raum {\displaystyle L^{\infty }\left(\Omega \right)} ist hingegen im Allgemeinen nicht separabel.
Sei {\displaystyle \Omega \subset \mathbb {R} ^{n}} offen. Für {\displaystyle 1\leq p<\infty } liegt der Testfunktionenraum {\displaystyle C_{c}^{\infty }(\Omega )} dicht in {\displaystyle L^{p}(\Omega )}.

### Kompaktheit
Der Satz von Kolmogorow-Riesz beschreibt präkompakte bzw. kompakte Mengen in Lp-Räumen.

### Dualräume und Reflexivität
Für {\displaystyle 1<p<\infty } sind die Dualräume der {\displaystyle L^{p}}-Räume wieder Lebesgue-Räume. Konkret gilt
{\displaystyle L^{p}(\Omega ,{\mathcal {A}},\mu )'\cong L^{q}(\Omega ,{\mathcal {A}},\mu ),}
worin {\displaystyle q} durch {\displaystyle {\tfrac {1}{p}}+{\tfrac {1}{q}}=1} definiert ist, außerdem ist der kanonische, isometrische Isomorphismus
{\displaystyle L^{q}(\Omega ,{\mathcal {A}},\mu )\to L^{p}(\Omega ,{\mathcal {A}},\mu )'}
gegeben durch
{\displaystyle f\mapsto \left(g\mapsto \int _{\Omega }g(\omega )f(\omega )\,\mathrm {d} \mu (\omega )\right)\mathrm {.} }
Daraus folgt, dass für {\displaystyle 1<p<\infty } die {\displaystyle L^{p}}-Räume reflexiv sind.
Für {\displaystyle p=1} ist {\displaystyle L^{1}(\Omega ,{\mathcal {A}},\mu )'} zu {\displaystyle L^{\infty }(\Omega ,{\mathcal {A}},\mu )} isomorph (der Isomorphismus analog zu oben), falls {\displaystyle (\Omega ,{\mathcal {A}},\mu )} σ-endlich oder allgemeiner lokalisierbar ist. Ist {\displaystyle (\Omega ,{\mathcal {A}},\mu )} nicht {\displaystyle \sigma }-endlich, so lässt sich {\displaystyle L^{1}(\Omega ,{\mathcal {A}},\mu )'} (wieder unter demselben Isomorphismus) als der Banachraum der lokal messbaren lokal im Wesentlichen beschränkten Funktionen darstellen.
Die Räume {\displaystyle L^{1}} und {\displaystyle L^{\infty }} sind nicht reflexiv.

## Der HilbertraumL2

### Definition
Der Raum {\displaystyle L^{2}} hat eine besondere Rolle unter den {\displaystyle L^{p}}-Räumen. Dieser ist nämlich selbst-dual und lässt sich als einziger mit einem Skalarprodukt versehen und wird somit zu einem Hilbertraum. Sei dazu wie oben {\displaystyle (\Omega ,{\mathcal {A}},\mu )} ein Maßraum, {\displaystyle (H,\langle \cdot ,\cdot \rangle _{H})} ein Hilbertraum (häufig {\displaystyle \mathbb {C} } mit dem Skalarprodukt {\displaystyle \langle w,z\rangle ={\overline {w}}z}) und
{\displaystyle f\,,g\in L^{2}(\Omega ,{\mathcal {A}},\mu ;H)}.
Dann definiert
{\displaystyle \langle f,g\rangle _{L^{2}(\Omega ,{\mathcal {A}},\mu ;H)}:=\int _{\Omega }{\langle f(x),g(x)\rangle }_{H}\,\mathrm {d} \mu (x)}
ein Skalarprodukt auf {\displaystyle L^{2}}. Die von diesem Skalarprodukt induzierte Norm ist die oben definierte {\displaystyle L^{p}}-Norm mit {\displaystyle p=2}
{\displaystyle \|f\|_{L^{2}(\Omega ,{\mathcal {A}},\mu ;H)}={\sqrt {\int _{\Omega }\|f(x)\|_{H}^{2}\,\mathrm {d} \mu (x)}}={\sqrt {\int _{\Omega }{\langle f(x),f(x)\rangle }_{H}\,\mathrm {d} \mu (x)}}\mathrm {.} }
Da diese Funktionen der Norm nach zum Quadrat integrierbar sind, werden die {\displaystyle L^{2}}-Funktionen auch quadratintegrierbare bzw. quadratisch integrierbare Funktionen genannt. Handelt es sich hierbei speziell um die Elemente des Folgenraums {\displaystyle \ell ^{2}}, so spricht man in der Regel von den quadratisch summierbaren Folgen. Dieser Hilbertraum spielt eine besondere Rolle in der Quantenmechanik.

### Beispiel
Die Funktion {\displaystyle f\colon [1,+\infty ]\to \mathbb {R} }, welche durch {\displaystyle \textstyle x\mapsto {\frac {1}{x}}} definiert ist, ist eine {\displaystyle L^{2}}-Funktion mit {\displaystyle L^{2}}-Norm:
{\displaystyle \left(\int _{1}^{\infty }\left|{\frac {1}{x}}\right|^{2}\,\mathrm {d} x\right)^{\frac {1}{2}}=\left(\int _{1}^{\infty }x^{-2}\,\mathrm {d} x\right)^{\frac {1}{2}}=\left(\lim _{b\to \infty }\left[{\frac {x^{-1}}{-1}}\right]_{1}^{b}\right)^{\frac {1}{2}}=\left(\lim _{b\to \infty }-{\frac {1}{b}}+1\right)^{\frac {1}{2}}=1<\infty }
Die Funktion ist aber keine {\displaystyle L^{1}}-Funktion, weil
{\displaystyle \int _{1}^{\infty }\left|{\frac {1}{x}}\right|^{1}\,\mathrm {d} x=\int _{1}^{\infty }{\frac {1}{x}}\,\mathrm {d} x=\lim _{b\to \infty }\left[\ln(x)\right]_{1}^{b}=\lim _{b\to \infty }\ln(b)=\infty \mathrm {.} }
Andere Beispiele für {\displaystyle L^{2}}-Funktionen sind die Schwartz-Funktionen.

### Erweiterter Hilbertraum
Wie weiter oben schon erwähnt, sind die {\displaystyle L^{p}}-Räume vollständig. Also ist der Raum {\displaystyle L^{2}} mit dem Skalarprodukt wirklich ein Hilbertraum. Der Raum der Schwartz-Funktionen {\displaystyle {\mathcal {S}}(\mathbb {R} ^{n})} und der Raum der glatten Funktionen mit kompaktem Träger (ein Teilraum des Schwartz-Raums) {\displaystyle {\mathcal {D}}(\mathbb {R} ^{n})} liegen dicht in {\displaystyle L^{2}(\mathbb {R} ^{n}).} Daher erhält man die Inklusionen
{\displaystyle {\mathcal {S}}(\mathbb {R} ^{n})\subset L^{2}(\mathbb {R} ^{n})\hookrightarrow {\mathcal {S}}'(\mathbb {R} ^{n})}
und
{\displaystyle {\mathcal {D}}(\mathbb {R} ^{n})\subset L^{2}(\mathbb {R} ^{n})\hookrightarrow {\mathcal {D}}'(\mathbb {R} ^{n}).}
Dabei wird mit {\displaystyle '} der entsprechende topologische Dualraum bezeichnet, insbesondere heißt {\displaystyle {\mathcal {D}}'(\mathbb {R} ^{n})} Raum der Distributionen und {\displaystyle {\mathcal {S}}'(\mathbb {R} ^{n})} Raum der temperierten Distributionen. Die Paare
{\displaystyle ({\mathcal {S}}(\mathbb {R} ^{n}),L^{2}(\mathbb {R} ^{n}))} und {\displaystyle ({\mathcal {D}}(\mathbb {R} ^{n}),L^{2}(\mathbb {R} ^{n}))}
sind Beispiele für erweiterte Hilberträume.

## Bochner-Lebesgue-Räume
Die Bochner-Lebesgue-Räume sind eine Verallgemeinerung der bisher betrachteten Lebesgue-Räume. Sie umfassen im Gegensatz zu den Lebesgue-Räumen banachraumwertige Funktionen.

### Definition
Sei {\displaystyle (E,\|{\cdot }\|)} ein Banachraum und {\displaystyle (\Omega ,{\mathcal {A}},\mu )} ein Maßraum. Für {\displaystyle 0<p<\infty } definiert man
{\displaystyle {\mathcal {L}}^{p}(\Omega ,{\mathcal {A}},\mu ;E,\|\cdot \|):=\left\{\,f\colon \Omega \to E\;{\Bigg |}\;f\mathrm {\ ist\ messbar} ,\,\int _{\Omega }\|f(x)\|^{p}\,\mathrm {d} \mu (x)<\infty \,\right\}},
wobei sich „messbar“ auf die borelsche σ-Algebra der Normtopologie von {\displaystyle E} bezieht. Das Integral wird auch Bochner-Integral genannt. Die Abbildung
{\displaystyle \|f\|_{{\mathcal {L}}^{p}}:=\left(\int _{\Omega }\|f(x)\|^{p}\,\mathrm {d} \mu (x)\right)^{\frac {1}{p}}}
ist ebenfalls eine Halbnorm auf {\displaystyle {\mathcal {L}}^{p}}, wenn {\displaystyle 1\leq p} gilt. Die Bochner-Lebesgue-Räume {\displaystyle L^{p}(\Omega ,{\mathcal {A}},\mu ;E,\|\cdot \|)} sind nun genauso wie die Lebesgue-Räume als Faktorraum definiert.

### Eigenschaften
Für die Bochner-Lebesgue-Räume gelten ebenfalls die Aussagen, die unter Eigenschaften aufgeführt sind. Nur bei den Dualräumen gibt es einen Unterschied. Für alle {\displaystyle 1<p<\infty } gilt nämlich
{\displaystyle L^{p}(\Omega ,{\mathcal {A}},\mu ;E)'\cong L^{q}(\Omega ,{\mathcal {A}},\mu ;E'),}
wobei {\displaystyle q} durch {\displaystyle {\tfrac {1}{p}}+{\tfrac {1}{q}}=1} definiert ist und {\displaystyle E'} den Dualraum von {\displaystyle E} bezeichnet. Entsprechend sind Bochner-Lebesgue-Räume nur dann reflexiv, wenn der Banachraum {\displaystyle E} reflexiv ist. Ebenso sind die Bochner-Lebesgue-Räume nur separabel, wenn der Zielraum {\displaystyle E} separabel ist.

### Beispiel: Zufallsvariable
In der Stochastik betrachtet man {\displaystyle L^{p}}-Räume, die mit einem Wahrscheinlichkeitsmaß {\displaystyle P} ausgestattet sind. Unter einer Zufallsvariable versteht man dann eine messbare Funktion {\displaystyle X\colon \Omega \rightarrow K}. Weiter ist der Erwartungswert für quasiintegrierbare {\displaystyle X} als
{\displaystyle E(X):=\int _{\Omega }X\,\mathrm {d} P\in K}
definiert. Zufallsvariablen, die {\displaystyle L^{1}}-Funktionen sind, besitzen also einen endlichen Erwartungswert. Des Weiteren sind Zufallsvariablen genau dann in {\displaystyle L^{2}}, wenn man ihnen eine Varianz zuweisen kann. Da das für praktische Anwendungen häufig gefordert ist, sind {\displaystyle L^{p}}-Räume gerade in der Stochastik wichtig.

## Den Lebesgue-Räumen verwandte Räume
Oftmals betrachtet man auch {\displaystyle L^{p}}-Funktionen für {\displaystyle p<1.} Außerdem werden in der Funktionalanalysis die Sobolev-Räume und die Hardy-Räume untersucht, welche man als Spezialfälle der {\displaystyle L^{p}}-Räume verstehen kann und in der Differentialgeometrie gibt es auf Mannigfaltigkeiten eine Verallgemeinerung der {\displaystyle L^{p}}-Räume.

### Lpfürp< 1

Ein Kreis bzgl. (2/3)-Quasinorm in zwei Dimensionen, d. h. in, mit Zählmaß, ist eine Astroide. Die Kreisscheibe ist nicht konvex.

Es gibt auch die Verallgemeinerung der {\displaystyle L^{p}}-Räume {\displaystyle L^{p}\left(X,{\mathcal {A}},\mu \right)} bzw. {\displaystyle L^{p}\left(X,{\mathcal {A}},\mu ;E\right)} für {\displaystyle 0<p<1}. Diese sind allerdings keine Banachräume mehr, weil die entsprechende Definition keine Norm liefert. Immerhin sind diese Räume vollständige topologische Vektorräume mit der Quasinorm
{\displaystyle {\begin{aligned}N_{p}\colon L^{p}\left(X,{\mathcal {A}},\mu \right)&\longrightarrow \mathbb {R} \\f&\longmapsto \left(\int _{X}\|f\|^{p}\,\mathrm {d} \mu \right)^{\frac {1}{p}}\end{aligned}}}
bzw. der Pseudonorm oder Fréchet-Metrik
{\displaystyle {\begin{aligned}\varrho _{p}\colon L^{p}\left(X,{\mathcal {A}},\mu \right)&\longrightarrow \mathbb {R} \\f&\longmapsto (N_{p}(f))^{p}=\int _{X}\|f\|^{p}\,\mathrm {d} \mu \end{aligned}}}
oder der translationsinvarianten Metrik
{\displaystyle {\begin{aligned}d_{p}\colon L^{p}\left(X,{\mathcal {A}},\mu \right)\times L^{p}\left(X,{\mathcal {A}},\mu \right)&\longrightarrow \mathbb {R} \\(f,g)&\longmapsto \varrho _{p}(f-g)=\int _{X}\|f-g\|^{p}\,\mathrm {d} \mu \mathrm {.} \end{aligned}}}
Für die Quasinorm wird die Dreiecksungleichung abgeschwächt, die positive Homogenität bleibt erhalten:
{\displaystyle N_{p}(f+g)\leq 2^{{\frac {1}{p}}-1}\cdot (N_{p}(f)+N_{p}(g)),\quad N_{p}(\lambda f)=|\lambda |N_{p}(f)\mathrm {.} }
Für die Fréchet-Metrik wird hingegen die positive Homogenität abgeschwächt, die Dreiecksungleichung bleibt erhalten:
{\displaystyle {\begin{aligned}\varrho _{p}(f+g)&\leq \varrho _{p}(f)+\varrho _{p}(g),\\\varrho _{p}(\lambda f)&=|\lambda |^{p}\cdot \varrho _{p}(f){\stackrel {|\lambda |\leq 1}{\leq }}|\lambda |\varrho _{p}(f),\\\varrho _{p}(-f)&=\varrho _{p}(f)\mathrm {.} \end{aligned}}}
Diese Räume sind im Allgemeinen nicht lokalkonvex, der Satz von Hahn-Banach also im Allgemeinen nicht anwendbar, sodass es möglicherweise „sehr wenige“ lineare stetige Funktionale gibt. Insbesondere ist nicht gesichert, dass die schwache Topologie auf {\displaystyle L^{p}\left(X,{\mathcal {A}},\mu \right)} Punkte trennen kann. Ein derartiges Beispiel liefert {\displaystyle L^{p}([\,0,1\,])} mit {\displaystyle (L^{p}([\,0,1\,]))'=\{\,0\,\}}.

### Raum der lokal integrierbaren Funktionen
Eine lokal integrierbare Funktion ist eine messbare Funktion, die nicht notwendigerweise auf ihrem kompletten Definitionsbereich integrierbar sein muss, jedoch muss sie für jedes Kompaktum, das im Definitionsbereich enthalten ist, integrierbar sein. Sei also {\displaystyle \Omega \subset \mathbb {R} ^{n}} offen. Dann heißt eine Funktion {\displaystyle f} lokal integrierbar, falls für jedes Kompaktum {\displaystyle K\subset \Omega } das Lebesgue-Integral
{\displaystyle p_{K}(f):=\int _{K}|f(x)|\,\mathrm {d} x<\infty }
endlich ist. Die Menge dieser Funktionen wird mit {\displaystyle {\mathcal {L}}_{\operatorname {loc} }^{1}(\Omega )} bezeichnet. Analog zu den {\displaystyle {\mathcal {L}}^{p}}-Räumen bildet man auch hier Äquivalenzklassen von Funktionen, die sich nur auf einer Nullmenge unterscheiden, und erhält dann den Raum {\displaystyle L_{\operatorname {loc} }^{1}(\Omega )} als Faktorraum. Mit der Familie aller Halbnormen {\displaystyle p_{K}} (für kompakte Mengen {\displaystyle K\subset \Omega }) wird dieser zu einem hausdorffschen, lokalkonvexen und vollständigen topologischen Vektorraum; durch Auswahl abzählbar vieler Kompakta, die {\displaystyle \Omega } geeignet approximieren, sogar ein Fréchet-Raum. Dieser Raum kann als Raum der regulären Distributionen verstanden werden und lässt sich daher stetig in den Raum der Distributionen einbetten. Analog zu {\displaystyle L_{\operatorname {loc} }^{1}(\Omega )} lassen sich auch die Räume {\displaystyle L_{\operatorname {loc} }^{p}(\Omega )} der lokal p-integrierbaren Funktionen definieren.

### Sobolev-Räume
Neben den schon angeführten Sobolev-Räumen mit quadratintegrierbaren Funktionen, gibt es noch weitere Sobolev-Räume. Diese werden mithilfe der schwachen Ableitungen definiert und umfassen {\displaystyle p}-integrierbare Funktionen. Verwendet werden diese Räume insbesondere zur Untersuchung von partiellen Differentialgleichungen.

### Hardy-Räume
Untersucht man statt der messbaren Funktionen nur die holomorphen beziehungsweise die harmonischen Funktionen auf Integrierbarkeit, so werden die entsprechenden {\displaystyle L^{p}}-Räume Hardy-Räume genannt.

### Lebesgue-Räume auf Mannigfaltigkeiten
Auf einer abstrakten differenzierbaren Mannigfaltigkeit, die nicht in einen euklidischen Raum eingebettet ist, existiert zwar kein kanonisches Maß und somit kann man keine {\displaystyle L^{p}}-Funktionen definieren. Es ist aber trotzdem möglich, ein Analogon zum {\displaystyle L^{p}}-Raum zu definieren, indem man statt Funktionen auf der Mannigfaltigkeit sogenannte 1-Dichten untersucht. Weitere Informationen sind im Artikel Dichtebündel zu finden.